# Obciąg

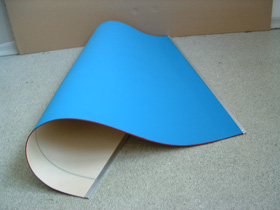
Guma offsetowa kompresyjna listwowana

Obciąg – guma offsetowa na cylindrze pośrednim w offsetowej maszynie drukarskiej wraz z arkuszami podkładowymi lub gumą podkładową. Technika offsetowa jest techniką druku pośredniego właśnie za sprawą zastosowania obciągu gumowego: farba z offsetowej formy drukowej (płyty offsetowej) nie jest przenoszona bezpośrednio na podłoże drukowe, lecz na obciąg i dopiero z niego na podłoże. Zadaniem gumy offsetowej jest przenoszenie w jak najwierniejszy sposób rysunku z formy drukowej na podłoże. Miarą wierności odwzorowania rysunku jest przyrost punktu rastrowego, czyli procentowe powiększenie punktu rastrowego na druku względem odpowiadającego mu punktu rastrowego na formie drukowej oraz jak najpełniejsze krycie dużych płaszczyzn (apli).
Arkusze podkładowe lub guma podkładowa są podkładane pod gumę offsetową, aby zapewnić jej prawidłowy docisk do podłoża drukowego. W maszynach nowej generacji nie zaleca się gum podkładowych. Jako arkuszy podkładowych używa się papier kalibrowany. Charakteryzuje go to, że posiada ściśle określoną grubość w każdym punkcie powierzchni.

## Rodzaje
Gumy offsetowe można podzielić na konwencjonalne (coraz rzadziej się je stosuje) i kompresyjne. Gumy konwencjonalne składają się z warstwy gumy, do której od strony niedrukującej przyklejone są warstwy tkaniny zapobiegające naciąganiu się gumy pod wpływem docisku do podłoża drukowego. Warstwy tkaniny przykleja się tak, aby jej włókna biegły wokół, nie wzdłuż, cylindra. Dlatego istotną sprawą jest prawidłowe przycięcie gumy z roli (w takiej postaci konfekcjonuje gumę producent). W gumach kompresyjnych znajduje się dodatkowo warstwa kompresyjna, w której uwięzione są pęcherzyki gazu. Dzięki takiej konstrukcji guma zachowuje dużą sprężystość i jest mniej podatna na odkształcenie w stosunku do gumy konwencjonalnej.

Guma offsetowa kompresyjna, przekrój poprzeczny: A – warstwa gumy, B – warstwa tkaniny stabilizującej, C – warstwa kompresyjna, D – gruba warstwa tkaniny stabilizującej

Można też wyróżnić rodzaje gum w zależności od ich przeznaczenia, na przykład do druku na arkuszach metalu, do druku farbami UV, do lakierowania wybiórczego (punktowego), do druku na papierze i podłożach niechłonnych. Rozróżnia się gumy offsetowe do maszyn arkuszowych i zwojowych, które różnią się między sobą konstrukcją i grubością.
Ze względu na sposób mocowania do cylindra pośredniego można wyróżnić gumy listwowane i w postaci arkusza gumy. Te pierwsze mocowane są na cylindrze przez zaciśnięcie listew, a te drugie są perforowane na obu końcach i mocowane w listwach maszyny skręcanych śrubami. Producenci maszyn coraz częściej produkują maszyny z myślą o obciągach listwowanych, które pozwalają na szybszy ich montaż i demontaż niż w przypadku gum nielistwowanych.